# ウィリアム・クライン
ウィリアム・クライン(William Klein 1926年4月19日 - 2022年9月10日)はアメリカ合衆国生まれのフランスの写真家および映像作家であり、写真および映像に対するアイロニカルなアプローチとフォトジャーナリズムとファッション写真の分野で独自の写真技術を多岐にわたり使用したことで特筆される。クラインはプロフェッショナル・フォトグラファー・マガジン誌で最も影響力のある100人の写真家において第25位にランクされた。
クラインはフェルナン・レジェに師事し、画家として研鑽を積み、作品展で早くからの成功を収めた。まもなく写真へと足場を移し、ヴォーグ誌のファッション写真家として、またさまざまな都市についてのフォト・エッセイにより、世界的に評価された。クラインは数本の長編映画と数々の短編および長編ドキュメンタリー映画を監督し、250本以上のテレビコマーシャルを製作した。
クラインは1957年にナダール賞を、1999年に英国王室写真協会名誉勲章および名誉フェロー(HonFRPS)を、そして2011年にソニーワールドフォトグラフィーアワード特別功労賞をそれぞれ受賞した。
クラインの作品回顧展「ウィリアム・クライン：YES: 写真、絵画、フィルム、1948 - 2013」が2022年9月15日まで、ニューヨークの国際写真センターで開催された。

## 生涯と作品
クラインはニューヨーク市の貧しいユダヤ人家庭に生まれた。早くに高校を卒業し、14歳でニューヨーク市立大学シティ・カレッジに入学し、社会学を専攻した。第二次世界大戦中はアメリカ陸軍に入隊し、ドイツ、のちにフランスに駐在した。除隊後はフランスに永住した。
1948年、クラインはパリ大学に入学し、のちにフェルナン・レジェに師事した。当時、クラインは抽象絵画および彫刻に興味を抱いていた。1952年、ミラノでの2回の個展を成功裡に収め、建築家のアンジェロ・マンジャロッティとの協働を開始した。また、キネティック・アートでも実験し、ヴォーグ誌のアート・ディレクターだったアレクサンダー・リーバーマンと出会ったのは自身のキネティック彫刻展においてであった。
クラインは写真へと足場を移し、ヴォーグ誌のファッション写真家として、またさまざまな都市についてのフォト・エッセイにより、世界的に評価された。写真家としての正式な訓練は経ていなかったにもかかわらず、1954年に故郷に帰省した短い滞在中に撮影した写真集『ニューヨーク』で1957年にナダール賞を受賞した。クラインの作品は、「ファッション界へのそのアンビバレントでアイロニカルなアプローチ」、「当時はびこっていた写真の決まり事を一切の妥協なく拒絶したこと」そして広角および望遠レンズ、自然光、あるいはモーションブラーの多岐にわたる使用により、革命的とみなされた。ニューヨーク・タイムズ紙のキャサリン・ノアは、ロバート・フランクとともにクラインは「ストリート・フォトグラフィーの父の一人」とみなされると書き、「それは一つのジャンルに収まり難い人物を分類するためにあるいい意味でも悪い意味でも相反する賛辞の一つである」と述べている。
クラインの最も人気のある写真作品は：
- 「銃1、ニューヨーク(Gun 1, New York)」(ニューヨーク、1955年)
- 「バイクに乗った聖家族(The Holy family on bike)」(ローマ、1956年)
- 「映画ポスター(Cineposter)」(東京、1961年)
- 「ヴォーグ(ヴォーグ誌のためにニューヨーク、ローマ、そしてパリの街頭に立つファッション・モデルたち)(Vogue)」(1963年)
- 『ラヴ・オン・ザ・ビート』（セルジュ・ゲンズブールのアルバム・ジャケット、1984年）
- 「フォルティッシモのクラブ・アレグロ(Club Allegro Fortissimo)」(パリ、1990年)
- 『オートポルトレ(Autoportrait)』(ペイントを施したコンタクトプリントを集めた書籍、1995年)

## 映画
ファッションの世界は1966年にクラインが監督した最初の長編映画『Who Are You, Polly Maggoo?』の主題だった。本作はクラインが監督した他の2本の長編映画『Mr. Freedom』および『The Model Couple』と同じく風刺作品である。
クラインは数々の短編および長編ドキュメンタリー映画を監督した。シネマ・ヴェリテ・ドキュメンタリー映画『Grands soirs et petits matins』、1964年のドキュメンタリー映画『Cassius the Great』(1969年に新たな場面を加えて再編集され『Muhammad Ali: The Greatest』として公開された)などがある。また250本以上のテレビコマーシャルを製作した。長年のテニス・ファンであったクラインは1982年に全仏オープンテニス選手権大会についてのドキュメンタリー映画『The French』を監督した。
クラインの映画はときにより公然とアメリカ社会とその外交政策を批判するものであった。映画評論家のジョナサン・ローゼンバウムはかつて『Mr. Freedom』を評して「思いつくかぎり今までに作られた最も反米的な映画である」と書いた。

## 死

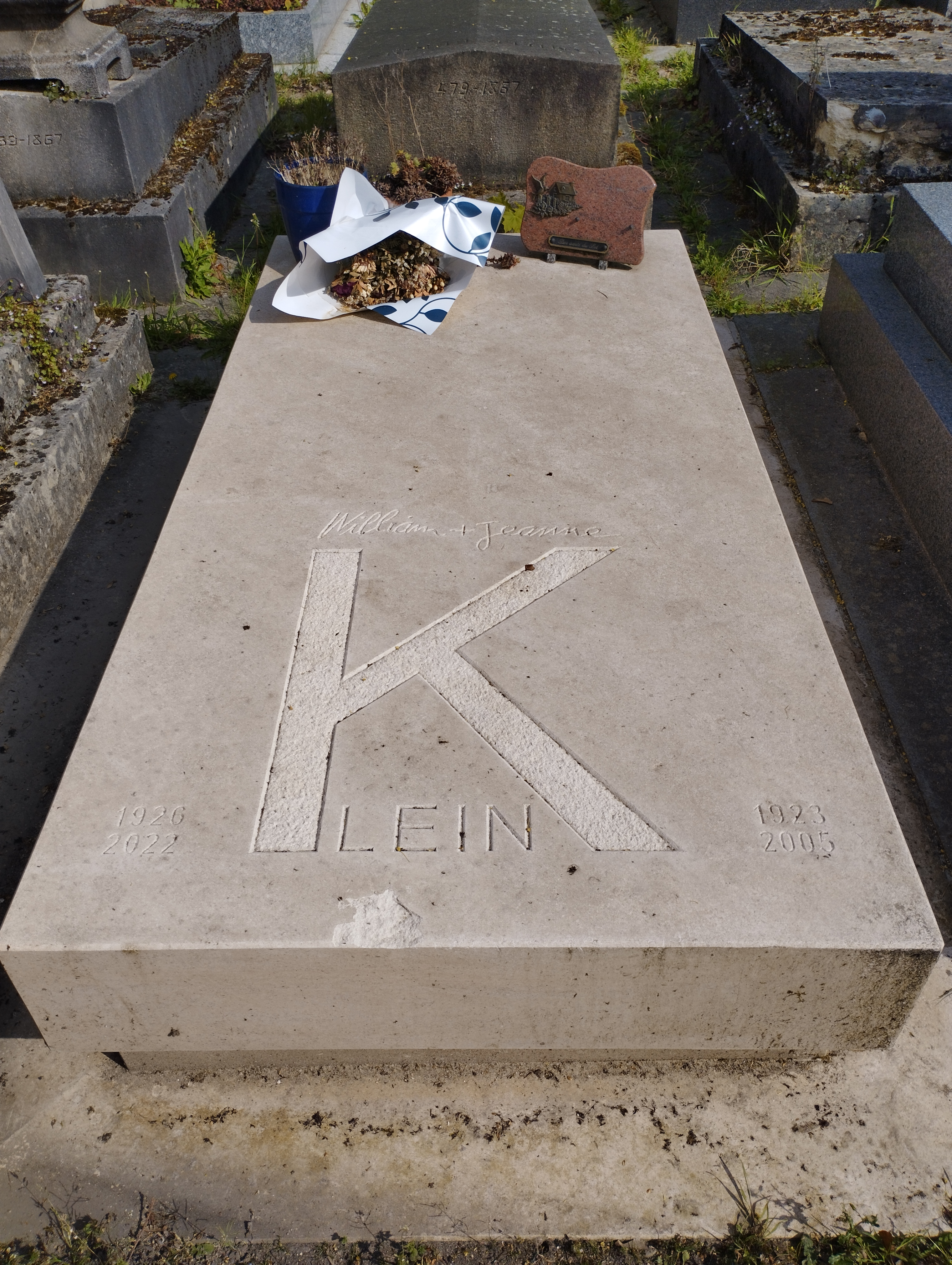
ウィリアム・クラインの墓、モンパルナス墓地、2025年

クラインは2022年9月10日、パリにて死去した。享年96。

## フィルモグラフィー

### ドキュメンタリー映画
- 『Broadway by Light』(1958年) 夜のブロードウェイの観察。
- 『Les troubles de la circulation』(1962年)フランスのテレビ番組向けに撮られたパリの交通渋滞。
- 『Le business et la mode』(1962年)
- 『Les français et la politique』(1962年)
- 『Gare de Lyon』(1963年)
- 『Cassius, le grand』(1964年–65年)マイアミでのソニー・リストンとカシアス・クレイの試合フィルム。
- 『Aux grands magasins』(1964年)シモーヌ・シニョレ出演。
- 『ベトナムから遠く離れて』(1967年)クライン、ジャン=リュック・ゴダール、クリス・マルケル、クロード・ルルーシュ、アラン・レネ、ヨリス・イヴェンスおよびアニエス・ヴァルダ共同監督のオムニバス映画。
- 『Festival panafricain d'Alger』(1969年)
- 『Eldridge Cleaver, Black Panther』(1970年)ブラックパンサー党の初期の指導者であったエルドリッジ・クリーヴァーについて。
- 『Muhammad Ali: The Greatest』(1974年)
- 『Hollywood, California: A Loser's Opera』(1977年)
- 『Grands soirs & petits matins』(1978年)パリのカルティエ・ラタンの1968年5月。
- 『The Little Richard Story』(1980年)
- 『The French』(1982年)1981年全仏オープンテニストーナメントについてのドキュメンタリー。
- 『Contacts』(1983年)偉大な写真家たちの写真をクラインが批評する。
- 『Ralentis』(1984年)
- 『Mode in France』(1984年)フランスのファッションについてのドキュメンタリー。
- 『Babilée '91』(1992年)バレエ・フィルム。
- 『In and Out of Fashion』(1994年)
- 『Messiah』(1999年)マルク・ミンコフスキ指揮によるゲオルク・フリードリヒ・ヘンデル作曲のオラトリオ『メサイア』に基づく。

### 長編映画
- 『Who Are You, Polly Maggoo?』(1966年)ファッション界への風刺(ジャン・ヴィゴ賞)。Dorothy McGowan、 デルフィーヌ・セイリグ、Jacques Seiler、Alice Sapritch、フィリップ・ノワレ、サミー・フレイおよびRoland Topor出演。
- 『Mr. Freedom』(1968年)アメリカ帝国主義への風刺。デルフィーヌ・セイリグ、John Abbey、ドナルド・プレザンス、Jean-Claude Drouotおよびセルジュ・ゲンズブール出演。
- 『L'anniversaire de Charlotte』(1974年)パリ・フィルム・フェスティバルのための8ミリ・ショート・フィルム。Charlotte Levy、Roland Topor、les Gazolinesおよびコリーヌ・セロー出演。
- 『The Model Couple』(1977年)社会学と統計学が日常生活を乗っ取るとき。Anémone、André Dussollier、Zouc、Jacques Boudet、エディ・コンスタンティーヌおよびGeorges Descrières出演。

## 刊行物
- 『ニューヨーク』ロンドン、Photography Magazine、1956年。
- 『Life is good and good for you in New York: Trance Witness Revels.』[16][17]
  - 『Life is good and good for you in New York: Trance Witness Revels』スイユ出版社、1958年。
  - 『ニューヨーク 1954–55』 Marval, 1995年。新版。
  - 『Life is Good & Good for You in New York: Trance Witness Revels. Books on Books 5』ニューヨーク、Errata Editions、2010年。ISBN 978-1-935004-08-0。クライン、Max Kozloff およびJeffrey Laddによるエッセイ。
  - 『Life is Good & Good for You in New York: Trance Witness Revels Books on Books 5』ニューヨーク、Errata Editions、2012年。
- 『ローマ』パリ、スイユ出版社、1958年 (Petite Planète series)。ISBN 9782812312151。
- 『ローマ：街と人々』[18][19][20]
  - 『ローマ：街と人々』ニューヨーク、バイキング・プレス、ロンドン、Vista Books、1959年。
  - 『ローマ：街と人々』 パリ、スイユ出版社、1959年。
- 『モスクワ』 Crown、1964年。初版。
- 『東京 』Crown、1964年。初版。
- 『ミスター・フリーダム』光琳社、1970年。初版。
- 『クロース・アップ 』Thames & Hudson、1989年。
- 『トリノ'90』 Federico Motta Editore、1990年。
- 『Mode in & out』スイユ出版社、1994年。 ISBN 9782020216852。
- 『ウィリアム・クライン・フィルムズ』パリ、Marval/Maison Europeenne De La Photographie、1998年。初版。ISBN 9782862342634。
- 『パリ＋クライン』ドイツ、Edition Braus、2002年。ISBN 9783899040197。
- 『MMV Romani』Fendi-Contrasto、ポンピドゥー・センター。 ISBN 9788889032817。
- 『ウィリアム・クライン、レトロスペクティブ』Marval、2005年。
- 『ローマ＋クライン』du Chêne、2009年。
- 『ウィリアム・クライン：黒と光、初期抽象作品 1952 – 2015』HackelBury Fine Art、2015年。ISBN 978-0957026322。

## 受賞歴
- 1957年『ニューヨーク』に対してナダール賞[21]
- 1967年『Polly Maggoo』に対してジャン・ヴィゴ賞[22]
- 1988年ドイツ写真協会(DGPh)より文化賞[23]
- 1990年ハッセルブラッド国際写真賞[24][25]
- 1999年 英国王室写真協会より名誉勲章および名誉フェロー(HonFRPS)[26]
- 2012年ソニーワールドフォトグラフィーアワードより特別功労賞[27]

## 展覧会
- 2013年「妥協無し：ウィリアム・クラインのシネマ」、 ミュージアム・オブ・アーツ・アンド・デザイン、ニューヨーク。 クラインのドキュメンタリー映画制作作品の回顧展[28][29]。
- 2017年「ウィリアム・クライン：写真と映画」 C/O Berlin, ベルリン[30]。
- 2022年「ウィリアム・クライン：YES：写真、絵画、映画 1948–2013」、国際写真センター、ニューヨーク、2022年6月3日 - 9月15日[7]。

## 所蔵
クラインの作品は以下のパブリック・コレクションに所蔵されている：
- アムステルダム国立美術館